# S&W Model 60
Le Smith & Wesson Model 60 ou également appelé Chiefs Special est un révolver introduit en 1965 de calibre.38 Special (M60/M60 Lady Smith) ou .357 Magnum (New Model 60 en vente depuis 1996).

## Technique
Il est la version en acier inoxydable (stainless-steel) du célèbre S&W Model 36. Il fonctionne en simple et double action.
La visée est fixe ou réglable (versions à canon de 7,6 cm).

## Diffusion
Compact et léger, il est souvent porté comme arme de secours par les officiers de police et/ou détectives américains, étrangers dont ceux de l'Agence nationale de la police (Corée du Sud) ou les gardes du corps. Les citoyens américains le choisissent pour la défense personnelle car il est fiable et simple d'utilisation et d'entretien. Il fut largement employé lors de la guerre du Viêtnam par les pilotes américains. L'apparition des Glock 26/Glock 27 et autres Kahr K9 en limitent les ventes depuis la fin des années 1990.
C'est aussi l'arme de service des policiers sud-coréens depuis le milieu des années 2000: comme au Japon, le revolver est une arme suffisante dans le contexte local sud-coréen, où la législation sur les armes à feu est très stricte. On peut voir cette arme dans le drama My Name avec l'actrice Han So-hee dans le rôle principal. 
L'arme était également employée par le GIGN, l'EPIGN et le GSPR, dans le cadre des missions d'escorte et de protection rapprochée.

## Données numériques des M60 & M60LS
M60/M60LS
- Munition : .38 Special,
- Masse du revolver vide (canon de 5 cm) : 540 g
- Longueur : environ 159 mm-184 mm
- Canon : 48 mm (le plus courant) 76 mm
- Barillet : 5 coups